# 채복

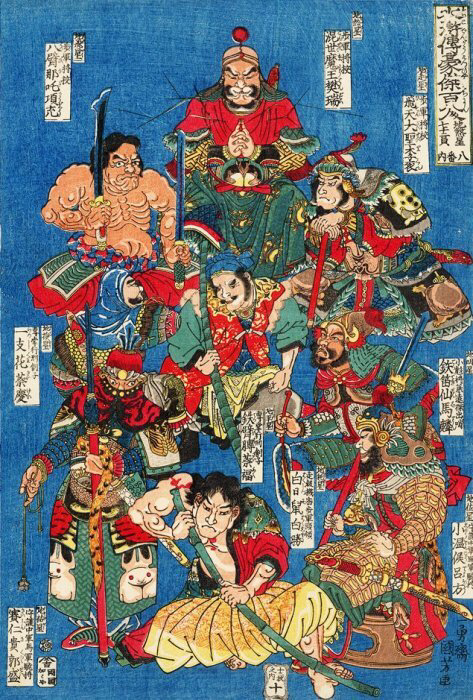

채복(蔡福)은 중국의 사대기서(四大奇書) 중 하나인 《수호전》(水滸傳)에 등장하는 인물로, 108성 중 94위이자 지살성(地煞星)의 지평성(地平星)에 해당한다. 별호는 철비박(鐵臂膊)으로 팔의 힘이 무쇠같이 세고 회자수도 겸하였다하여 지어졌다. 동생으로 채경이 있다.

## 생애
원래는 북경 대명부의 감옥 관리로 참수 관리도 겸하고 있었다. 양산박은 노준의를 양산박으로 끌어들이기 위해 오용이 계략을 꾸미고, 노준의는 양산박 적과 통한다는 죄로 체포된다. 감옥 관리인 채복은 노준의를 재판 전에 독극물을 부어 병사한 것으로 만들어 버릴 수도 있고, 노준의가 재판에서 유리하도록 관공서 동료들에게 압력을 가할 수도 있는 실질적으로 노준의의 목숨을 쥔 중요한 위치에 있었다. 이를 알아챈 이고(노준의의 부하였으며 노준의의 아내인 가씨와 밀통해 노준의의 가게를 점거하고 있었다.)로부터 노준의를 죽여 달라는 뇌물을 건네받고 만다. 채복은 동생 채경과도 상의하며 어떻게 할지 고민하지만 결국 양산박의 말대로 노준의가 재판에서 유리하도록 상사 등에게 압력을 가하고 결과적으로 노준의는 유배형으로 결정된다. 그러나 노준의는 호송 도중 연청에게 도움을 받지만 곧 다시 붙잡혀 북경 대명부로 돌려보내졌고 사형이 결정되었다. 채복은 어쩔 수 없이 참수 관리의 임무를 다하려 하지만 형장에 석수가 방해하기 위해 들어가고, 노준의는 그 자리에서의 처형은 면했지만 석수와 함께 사로잡혔다. 채복은 두 사람을 우대하고 양산박의 북경 대명부 공략군에 협조한 뒤 동생 채경과 함께 양산박에 들어갔다. 양산박에서도 참수를 맡았으나 작중에는 실제로 누군가를 처형하는 묘사는 없다. 방랍 토벌 당시 청계현 전투에서 두미에 의해 중상을 입고 전사하였다.